# 生化戰士2：迷城篇
《生化戰士2：迷城篇》（英語：Bionicle 2: Legends of Metru Nui）是一部2004年丹麥和美國合製的科學奇幻動作電腦動畫電影，2003年電影《生化戰士：電腦動畫電影》的前傳，改編自樂高旗下的玩具產品線生化戰士。劇情講述六名馬特蘭人被選為美特呂（Metru Nui）島的新戰士，為證明自己的戰士資格及守護「美特呂之心」（Heart of Metru Nui）而努力，同時他們發現整座島嶼陷入邪惡化身馬古他（Makuta）的計劃之中。
本片2004年10月19日由博偉家庭娛樂公司和米拉麥克斯家庭娛樂公司採影帶首映（錄影帶及DVD）發行。

## 劇情
瓦克馬長老描述了在馬他呂（Mata Nui）島之前存在的一塊名為美特呂（Metru Nui）的土地，無情的陰影試圖征服這座繁華的城市，當地戰士們也為此接力倒下。
僅存的戰士「力剛」走遍整座城市，將含有自己力量的戰士石交給來自城市不同地區的六名馬特蘭人：迦美特（Ga-Metru）區的諾佳瑪、波美特（Po-Metru）區的歐奈瓦、歐努美特（Onu-Metru）區的威努瓦、雷美特（Le-Metru）區的馬淘、柯美特（Ko-Metru）區的努祖、塔美特（Ta-Metru）區的瓦克馬。但當將石頭交給最後一位的瓦克馬時，力剛被兩名黑暗爪牙（Dark Hunters）——克銳卡和厲迪其捉走。六名馬特蘭人帶著石頭在迦美特的大神廟（Great Temple）齊聚一堂；他們在此被石頭中的力量變身成為六名新的戰士：「火燄炮戰士」、「深海刀戰士」、「綠林劍戰士」、「巨石戟戰士」、「地星鑽戰士」、「冰雪斧戰士」。火燄炮看到了美特呂被毀滅的幻像後，他們著手找回隱藏在島嶼各地區的六枚卡諾卡能量飛盤（Kanoka Disks），希望向城市的首領杜馬長老證明他們擁有的戰士價值。然而，杜馬表示「簡單的贈禮」無法作為證明，而是讓他們接受艱苦的考驗。當六人未能通過時，杜馬譴責他們是冒牌貨，並釋放了城市的機器執法者瓦奇來捉拿他們。歐奈瓦、威努瓦和努祖被關在地下監牢中，火燄炮、深海刀和綠林劍則跳入城市的滑道運輸系統逃離了競技場，克銳卡和厲迪其企圖追捕。
克銳卡和厲迪其威脅一名工人改變滑道系統的流動，迫使三人放棄柯美特的滑道系統。三人開始尋找另外三名戰士和可能生還的力剛，並搭上瓦奇運輸工具前往波美特，但在此遭到克銳卡和厲迪其的伏擊，直到一群奇卡諾拉（Kikanalo）野獸介入而讓黑暗爪牙被制伏。深海刀發現她的面具賜予自己講述及理解其他語言，並說服奇卡諾拉幫助他們找到力剛。在與黑暗爪牙和瓦奇大軍對峙的過程中，綠林劍發現自己的面具能賦予變身的能力。
與此同時，歐奈瓦、威努瓦和努祖試圖逃脫，但他們被神秘的長老接近；長老解釋他們必須激發出面具的真正力量才能逃脫，但三人在受訓期間越來越不耐煩而發生爭吵，直到歐奈瓦和努祖分別覺醒了精神控制和念力的面具力量，努祖使用能力為他們開出一條生路。四人與火燄炮、深海刀和綠林劍會合後，威努瓦也覺醒了夜視的面具力量。神祕長老承認自己是力剛，他犧牲了自身力量將六人變成戰士，並向火燄炮解答他們要守護的「美特呂之心」（Heart of Metru Nui）其實是馬特蘭村民。火燄炮發現一具裝有杜馬的容器，代表檯面上的杜馬是個假貨。為躲避大批瓦奇，戰士們和力剛開著一輛運輸載具逃脫。此時，假杜馬被揭示為令偉大聖靈「馬他呂」（Mata Nui）陷入沉睡的「馬古他」，他誘導村民到鬥技場並要求躺入容器中。戰士們收集了盡可能多的村民容器，並使勁逃離這座搖搖欲墜的城市。克銳卡和厲迪其再次襲擊他們，歐奈瓦利用精神控制阻止對方。克銳卡、厲迪以及馬古他的間諜尼瓦克（Nivawk）最後被覺醒的馬古他吸收而亡。
戰士們離開美特呂時，火燄炮成功造出了傳奇的「時光面具」（Mask of Time），這也是他一直以來努力的心血。馬古他透過操控上起落的巨大水柱攻擊他們，火燄炮在努祖的幫助下成功爬上懸崖與馬古他對峙，並戴上時間面具。然而，在隨後的戰鬥中，力剛為保護火燄炮時被殺。極度生氣的火燄炮將時光面具打入海中，並在戰鬥中覺醒了隱身的面具力量，藉此誘導馬古他被一根巨大的岩柱擊敗。戰士們將力量結合起來將馬古他封印在岩壁上，後帶著村民容器離開至另一座島上。在此，六人犧牲了戰士力量來喚醒馬特蘭村民，並成為了長老。以紀念偉大聖靈，他們將島嶼命名為「馬他呂」。瓦克馬長老將力剛的面具交給了面具破碎的村民賈勒（Jaller），隨著眾人的歡呼，他們展開了在馬他呂島的新生活。

## 配音員
- 亞歷山卓·朱利安尼（英语：Alessandro Juliani）配音「火燄炮戰士」瓦克馬（Toa Vakama）
  - 克里斯多夫·賈茲（英语：Christopher Gaze）配音瓦克馬長老（Turaga Vakama，兼旁白）
- 傑拉德·普蘭科特（Gerard Plunkett）配音杜馬長老（Turaga Dume）
- 塔碧莎·卓曼配音「深海刀戰士」諾佳瑪（Toa Nokama）
- 麥可·多布森（英语：Michael Dobson (actor)）配音力剛戰士／長老（Toa / Turaga Lhikan）／克銳卡（Krekka）
- 布瑞恩·德拉蒙德配音「綠林劍戰士」馬淘（Toa Matau）／「巨石戟戰士」歐奈瓦（Toa Onewa）
- 保羅·多布森（英语：Paul Dobson (actor)）配音「地星鑽戰士」威努瓦（Toa Whenua）／厲迪其（Nidhiki）
- 崔佛·德瓦爾（英语：Trevor Devall）配音「冰雪斧戰士」努祖（Toa Nuju）
- 李·陶克（英语：Lee Tockar）配音馬古他（Makuta）

## 備註
1. ↑  在前作《生化戰士：電腦動畫電影》的台灣版影碟中被譯為「尊者」。
2. ↑  在玩具中，被譯作「判官」。

## 外部連結
- 互联网电影数据库（IMDb）上《生化戰士2：迷城篇》的资料（英文）
- AllMovie上《生化戰士2：迷城篇》的资料（英文）